# Lorne Kusugak
Lorne Kusugak est un homme politique canadien, il est le député de la circonscription électorale de Rankin Inlet South/Whale Cove à l'Assemblée législative du Nunavut, qu'il gagne son siège lors de l'élection nunavoise du 27 octobre 2008. Avant devenir un député, il est un ancien maire de Rankin Inlet. Il est servi actuellement ministre des communautés et des services du gouvernement, ministre de l'énergie et ministre responsable du Société Énergie de Qulliq (en).

## Vie personnelle
Il est marié de sa femme Sally et il avait trois enfants, Kandace, Nuatii et Terrie.